# (5244) Amphiloque
(5244) Amphiloque, désignation internationale (5244) Amphilochos, est un astéroïde troyen jovien.

## Description
(5244) Amphiloque est un astéroïde troyen jovien, camp grec, c'est-à-dire situé au point de Lagrange L4 du système Soleil-Jupiter. Il présente une orbite caractérisée par un demi-grand axe de 5,170 UA, une excentricité de 0,027 et une inclinaison de 6,2° par rapport à l'écliptique.
Il est nommé en référence au personnage de la mythologie grecque Amphiloque fils d'Amphiaraos, acteur du conflit légendaire de la guerre de Troie.

## Compléments